# Спрыня (село)
Спрыня (укр. Сприня) — село в Ралевской сельской общине Самборского района Львовской области Украины.
Через село протекает река Спрыня.
Население по переписи 2021 года составляло 377 человек. Занимает площадь 15,89 км². Почтовый индекс — 81485. Телефонный код — 3236.